# Опълченци от Кюстендилско
Това е списък на опълченците от град Кюстендил и селата от Кюстендилска околия, участвали в Руско-турската война (1877 – 1878) в редовете на Българското опълчение.

## Списък
- Алексо Бъчваров (1854 – 11 май 1933) – опълченец от Кюстендил;
- Атанас Христов (1850 – 17 юли 1939) – опълченец от с. Раненци, Кюстендилско;
- Атанас Големинов (1852 – 13 февруари 1935) – опълченец от с. Жиленци, Кюстендилско;
- Васил Стоянов (1859 – 25 февруари 1931) – опълченец от Кюстендил;
- Димитър Цветков (1847 – 18 май 1935) – опълченец от с. Лозно, Кюстендилско;
- Константин Чесновски (1842 – 4 януари 1934) – опълченец от с. Таваличево, Кюстендилско.
- Павел Яначков е роден в село Граница, Кюстендилско. След обявяване на Руско-турската война през 1877 година постъпва в Българското опълчение, в VI опълченска дружина, 3 юни 1877 г. Участва в разгрома на турците при село Ветрен, Казанлъшко, на 4 юли, при Казанлък на 5 юли, при село Константин, Еленско, на 20 и 21 юли и в сраженията при Шейново на 28 декември 1877 г. Уволнен е на 17 юни 1878 г. Награден е с медал за храброст. След войната живее и работи в родното си село като земеделски стопанин.